# Saturday Night's Main Event XXXVIII
Saturday Night's Main Event XXXVIII diễn ra vào ngày 25 tháng 1 năm 2025 tại Frost Bank Center ở San Antonio, Texas và được phát sóng trên NBC và Peacock tại Hoa Kỳ và trên YouTube ở hầu hết các thị trường quốc tế khác. Sự kiện có lễ ký kết hợp đồng (do WWE Hall of Fame và người bản xứ San Antonio Shawn Michaels điều hành) giữa Cody Rhodes và Kevin Owens cho trận đấu Ladder match sắp tới của họ để tranh đai  Undisputed WWE Championship của Rhodes và đai vô địch WWE "Winged Eagle" (mà Owens đã đánh cắp từ Rhodes tại Saturday Night's Main Event trước đó) tại sự kiện Royal Rumble.
| #                                           | Kết quả                                               | Thể loại                                                 | Thời gian |
| ------------------------------------------- | ----------------------------------------------------- | -------------------------------------------------------- | --------- |
| 1                                           | LA Knight đánh bại Carmelo Hayes bằng cách ghim       | Trận đấu đơn                                             | 5:06      |
| 2                                           | Rhea Ripley (c) đánh bại Nia Jax bằng cách ghim       | Trận đấu đơn tranh đai Women's World Championship        | 9:25      |
| 3                                           | Bron Breakker (c) đánh bại Sheamus bằng cách ghim     | Trận đấu đơn tranh đai WWE Intercontinental Championship | 11:30     |
| 4                                           | Braun Strowman đánh bại Jacob Fatu bằng cách phạm quy | Trận đấu đơn                                             | 9:00      |
| 5                                           | Gunther (c) đánh bại Jey Uso bằng cách ghim           | Trận đấu đơn tranh đai World Heavyweight Championship    | 16:40     |
| - (c) – chỉ người vô địch bước vào trận đấu |                                                       |                                                          |           |